# 保送
保送（英語：base on balls）縮寫為，是棒球術語。是屬於保送讓擊球員（打者）上壘的通稱。包括四壞球（保送一壘）、觸身球（保送一壘）和妨礙打擊（保送一壘）。
擊球員獲得四壞球、故意四壞球（敬遠球或保送戰術），或是投手所投出的球擊中擊球員形成觸身球（Hit by Pitch），擊球員可以直接上到一壘的情形。其中「捕手妨礙打擊」（Catcher Interference, CI），當投手在投球過程中，打者被對方捕手或者其他野手以任何形式干擾打擊，此時形成比賽停止球，打者直接上一壘。最常見的捕手干擾打擊，就是打者在揮棒過程中，碰觸到捕手手套的前緣。
四壞球（Base on Balls，通常記錄為），又稱作四壞保送，英文也以Walk為同義詞，是棒球運動中的術語，指投手對擊球員在被有效擊出（包括擊入界內或界外接殺）或投出三個好球之前，投出四個壞球，此時打者會被保送上一壘，投手投出四壞保送，會平白給對手在沒有安打的情形下製造得分的機會，投出許多保送的投手常代表其控球能力不佳；反過來說，一個選球能力好的打者，能夠獲得較多四壞球上壘的機會，替球隊爭取更多得分的機會。

## 保送的種類

### 四壞球
術語：Base on Balls

縮寫代碼：BB

記錄代碼：BB

擊球員於打擊中獲得四個壞球數，准進一壘之判決。
- (A)投出四個壞球於好球帶外，裁判員判給擊球員上一壘時，記錄為四壞球；如第四個壞球觸及擊球員時，應記為觸身球。如一次四壞球關係到2名以上的投手，又如一次四壞球關係到2名以上之擊球員時，應給予最後之擊球員四壞球之記錄。
- (B)所謂故意四壞球，係指投手有意投第四個壞球給在投球前已站立而起的捕手時，被記錄為故意四壞球。

【註】獲四壞球的擊球員，因不進一壘、妨礙守備或漏踩壘包被宣告出局者，取消四壞球，記其打數。
四壞球在規則上屬活球（比賽進行中），所以當打者獲得四壞球的同時發生暴投、捕逸或投手犯規時，無論跑者是否處於被迫進壘狀態，均可持續進壘。

### 故意四壞球
術語：intentional bases on balls

縮寫代碼：IBB

記錄代碼：IBB

故意四壞球在日本稱為敬遠。

在棒球比賽中，投手與捕手因為戰術運用考量，故意投出誇張不可能揮擊到的球保送打擊能力較強的擊球員上壘，製造讓下一棒的擊球員打出雙殺打的可能性，進而形成雙殺。
投手準備投故意四壞球時，捕手不能先站在捕手區外等球，必須站立於捕手區內，等投手把球投出手之後，捕手才能夠移動到捕手區之外接球，否則就算是「投手犯規」。
雖然基於戰術運用考量，策略性故意保送擊球員，但投手如果沒有在第四個壞球給在投球前已站立準備接球的捕手，在記錄上仍然不視為故意四壞球，而僅記錄為一般的「四壞球保送」。（在1992年甲子園大會中引起日本社會強烈討論的「松井秀喜連續五回保送事件」中，因捕手仍在捕手區內接球，故公式紀錄上該等保送只被標為「四壞球保送」（雖然在當時社會的反應，該等保送與故意四壞無異）
近年為縮短比賽時間以及部分國際賽投手投球數限制，故意四壞改採宣告制。在擊球員進入打擊區後，無論投手是否已開始投球，守方總教練可隨時以手勢（伸出4指）向主審示意執行，此時擊球員直接保送上壘，投手無需再投4個壞球，紀錄上仍視為故意四壞球。但由於四壞球在棒球規則裡屬活球（比賽進行中），當故意四壞改採宣告制之後，少了活球而造成的不確定性（如打者揮空、投手犯規或暴投、捕手捕逸、跑者盜壘等），所以也有人不認同宣告制的作法。
在計算上壘率時，故意四壞球不計算在上壘率的四壞球種類之中，因為不是靠打者實力而是防守方的戰術而上壘。

### 觸身球
統計用語：hit by pitch

縮寫代碼：HBP

記錄代碼：HP

說明：

投手的投球在擊球員未揮棒狀態下，且身體未在好球帶中，擊中擊球員時，稱為觸身球，被擊中的擊球員則可以獲得保送上至一壘，屬於比賽停止球狀態。
所謂的擊中是只要擊中打者身體或任何穿戴的裝備就算，所以球即使只稍微削到球衣或是打擊頭盔，仍為觸身球。
如果球先落地在未先打中捕手、主審及任何障礙物的情況下反彈擊中站在打擊區的打者，仍為觸身球。
如果主審主觀認為打者沒有閃躲的動作，則可只宣告為一壞球而不宣告為觸身球。
如果打者身體被擊中但球棒有打中球彈至界外，則比照一般界外球宣告為界外球。
如果打者身體被擊中但是被裁判判定為出棒，則宣告為一好球而不是觸身球，如果打者前面已經2好球，則打者遭三振出局，且因為是比賽停止球，壘上跑者不得進壘。

### 妨礙打擊
統計用語：Catcher Interference

縮寫代碼：CI

記錄代碼：CI
其中「捕手妨礙打擊」，當投手在投球過程中，打者被對方捕手或者其他野手以任何形式干擾打擊，此時形成比賽停止球，打者直接上一壘。最常見的捕手干擾打擊，就是打者在揮棒過程中，碰觸到捕手手套的前緣。捕手妨礙打擊時如果壘上有人，則處於被迫進壘狀態的跑者往前進一個壘位，非處被迫進壘狀態的跑者則須留在原壘位，其進壘規定與觸身球相同。
以壘上各種態樣來看：
- 壘上無人：打者上一壘。
- 僅一壘有人：打者上一壘，一壘跑者上二壘。
- 僅二壘有人：打者上一壘，二壘跑者留在二壘。
- 僅三壘有人：打者上一壘，三壘跑者留在三壘。
- 恰一二壘有人：打者上一壘，一壘跑者上二壘，二壘跑者上三壘。
- 恰一三壘有人：打者上一壘，一壘跑者上二壘，三壘跑者留在三壘。
- 恰二三壘有人：打者上一壘，二壘跑者與三壘跑者留在原壘位。
- 滿壘：打者上一壘，所有跑者前進一個壘位，三壘跑者回本壘得分。

當妨礙打擊發生時，打者如果因安打、四死球、失誤或其他原因上壘，且其他跑者至少往前推進一個壘位時，則不宣告妨礙打擊，比賽進行中，其規定類似投手犯規。
攻擊方總教練得於妨礙打擊發生後的Play結束後，選擇接受Play的結果而拒絕妨礙打擊的罰則，但應於Play結束後立即提出。

## 四死球
這是在日本比較常用的棒球術語，四死球是指四壞球與觸身球的合稱。例如形容一個投手在一比場賽中沒有投出四死球，即是指沒有四壞球與觸身球。

## 外部連結
- 保送在台灣棒球維基館上的頁面（繁體中文）